# Хрустова
Хру́стова (рос. Хрустовая; рум. Hrustoveni) — село в Кам'янському районі в Молдові (Придністров'ї). Адміністративний центр Хрустовської сільської ради. Перша згадка про село датується 1794 р. Село розташоване в північній частині району на кордоні з Україною. Поблизу села знаходиться міжнародний автомобільний пункт пропуску Хрустова—Болган.
Населення села переважно складається з українців (34%), також велика кількість молдован та росіян.

## Опис села
Розташоване в північній частині району в долині річки Кам'янка, за 10 км від районного центру. Село розташоване в глибокій долині, що захищена від вітрів.
Конфігурація села лінійна з багаторядною забудовою. Основною планувальною віссю села є долина річки Кам'янка. Вулиці піднімаються по схилах долини і в глиб бічних ярів. Розтягнутість села більше чим на 5 км ускладнює транспортну доступність соціально-побутових об'єктів, розташованих в центрі села, жителям, що проживають на його окраїнах.
Хрустова є найбільшим сільським поселенням в районі. 1959 р. в ньому проживало 3326 жителів, в 1970 р. — 3212, в 2004 р. — 2502, а в 2008 р. — 2388 жителів. В основному селяни сповідують православ'я. На території села працюють «Хрустовська школа-дитячий садок», філія Кам'янської школи мистецтв, Будинок культури, бібліотека, сільська амбулаторія, ветеринарний пункт, магазини. Відкритий дім-музей Я. А. Кучерова.

## Походження назви села
Про походження назви села існують дві версії. За однією з них, село отримало назву від хрестоподібного розташування гір і називалось Хрістова. Інші вважають, що в давності лісових гірських схилах, що оточують село накопичувалося багато хворосту, що на польському наріччі звучить як «chrust», від чого село отримало назву Хрустова. Зараз на горах, що оточують село, немає лісів. Проте старі люди стверджують, що тут було багато лісу і народ будував собі дерев'яні будинки, а із хворосту плели стіни в домах та сараях. В селі було розвинене плетіння з лози та гончарне виробництво.

## Історія
Постійне поселення на місці сучасного села виникло ще на початку XVIII ст. В цей період був побудований перший православний храм. Хрустова розміщувалась на старовинному подільському торговому шляху, що вів з Рашкова та Кам'янки на Тульчин. Село було розорено після невдалої для Росії російсько-турецької війни 1735—1739 рр. Повторно згадується в документах в 1769 р. До 1789 р. село було володінням магнатів Любомирських, від яких в 1779 році поступило в казенне відомство, а потім переходить графу Ягушинському. З приходом на Поділля російської адміністрації, в село активно вселяються російські сім'ї з центральних губерній, з Волги та Дону.
1811 року Хрустову купив колезький радник Петро Христофорович Юшневський, а з 1825 року володарем села став його син камер-юнкер Семен Юшневський — брат декабриста Олексія Юшневського. Потомки Семена Юшневського володіли селом аж до революції. Жителі займались землеробством, особливо багато сіяли кукурудзи, тримали рогату худобу та овець та отримували значні доходи від городів, фруктових садів та пасік.
Перший храм в селі в ім'я Св. Архистратига Михайла був дерев'яним. Дата його будівництва невідома. Його розібрали в 1855 р. Ще в 1804 році граф С. Ягушинський мав намір побудувати в ім'я Св. Сергія Радонежського, проте цей намір не здійснився. В 1839 році селяни заклали нову кам'яну церкву. Вона була побудована до верхнього карнізу, але через нестачу коштів будівництво припинили. Її побудову в 1852 році завершив власник села С. П. Юшневський, а в 1853 році церкву освятили в ім'я Різдва Христового. Цей храм і дотепер стоїть на горі, оточений величезними брилами пісковику, пануючи над усім селом. В 1888 р. в селі була відкрита церковноприходська школа. В 1892 році 2570 православних прихожан, 14 лютеран та 82 юдеї.
В 1897 році побудована школа грамоти для дівчат. Відомо, що в 1901 році в селі вже було і училище Міністерства народної освіти. В 1913 році в Хрустовій відкрилась земська школа.
Село спеціалізувалось на товарному виноградарстві, тютюнництві, садівництві, городництві, скотарстві, свинарстві, конярстві, вівчарстві, бджільництві. В околицях селах розташовані обширні лісові угіддя. В післяреформений період в Хрустовій будуються перші парові млини, винокурні заводи, цукровий завод, лісопильні. В центрі та в інших частинах села Юшневські збудували садибні будівлі, більшість з яких збереглась і до сьогодні.
Після революції відбувається стихійне захоплення поміщицьких земель. 10 січня 1918 року Ольгопільська повітова земська управа писала начальнику Південно-західного фронту про те, що селяни Кам'янки, Грушки, Хрустової та Болгана «…продовжують розгром маєтків все більше і більше. Агітатори-більшовики бунтують селян і організовують погроми економій. Земельні комітети забороняють купівлю худоби в розграбованих маєтках. Якщо не буде терміново прислана озброєна охорона свідомих солдатів в кількості 200 чоловік, то доведеться припинити заготівлю худоби та фуражу для фронту».
До середини березня 1918 р. німецькі та австро-угорські війська окупували Лівобережжя Дністра. Землі повертались попереднім власникам. Крім того, селян зобов'язували відшкодовувати збитки, які понесли поміщики внаслідок розподілу їхніх маєтків. Поміщик Юшневський за конфісковане у нього під час революції майно, наклав на селян с. Хрустова контрибуцію в 5 тис. карбованців. До того часу у населення накопичилась велика кількість різного роду зброї від дезертирів, що переходили через Дністер з Бессарабії на Поділля. Поміщики звернулись до гетьманського уповноваженого при австро-угорському командуванні Східної армії з вимогою вжити заходів з метою виявлення більшовицьких агітаторів та роззброєння населення, зокрема в селах Кам'янка, Грушка та Хрустова.
Після захоплення влади в селі більшовиками держкомісія офіційно розпочала процес землевлаштування селян. Землеміри ділили ділянки за кількістю членів сім'ї. Хрустовчани з натхненням взялись обробляти свої наділи землі. Проте, згідно з партійною директивою довелося провести колективізацію. Селяни, що отримали земельні ділянки, не хотіли з ними розлучатися. Однак, під тиском влади в 1929 році частина селян була змушена об'єднатись в колгосп імені Леніна. До 1934 року в селі було сформовано п'ять колгоспів: ім. Леніна, ім. Котовського, ім. Ворошилова ім. Кагановича та «Червоний партизан».
В роки Другої світової війни в Хрустовій діяла радянська підпільна організація. Її керівником був секретар Кам'янського підпільного райкому партії Яків Олексійович Кучеров, який загинув в 1944 році в Рибницькій тюрмі. В березні 1944 з села було витіснено німецькі війська. Жителі Хрустової взялися за відновлення зруйнованого господарства. В 1952 році всі п'ять колгоспів було об'єднано в один великий колгосп, що отримав назву «Шлях Леніна». В 1970-ті роки «Шлях Леніна» став колгоспом-мільйонером. В господарстві переважали зернові та кормові культури, овочі, сади. В селі були побудовані будівлі середньої школи, дитсадка, Будинку культури, фельдшерсько-акушерського пункту, майстерні побутового обслуговування, кафе, магазинів. З 1986 по 2010 рр. колгосп очолював Г. Н. Євстратій — людина, яка користувалась великим авторитетом у селян. В лютому 2010 року головою колгоспу був обраний Пеньковський Михайло Семенович. Протягом 2010 року планується завершити газифікацію села.

## Відомі особистості
В поселенні народився:
- Лупол Василь Митрофанович (1917—2012) — український журналіст.

## Галерея

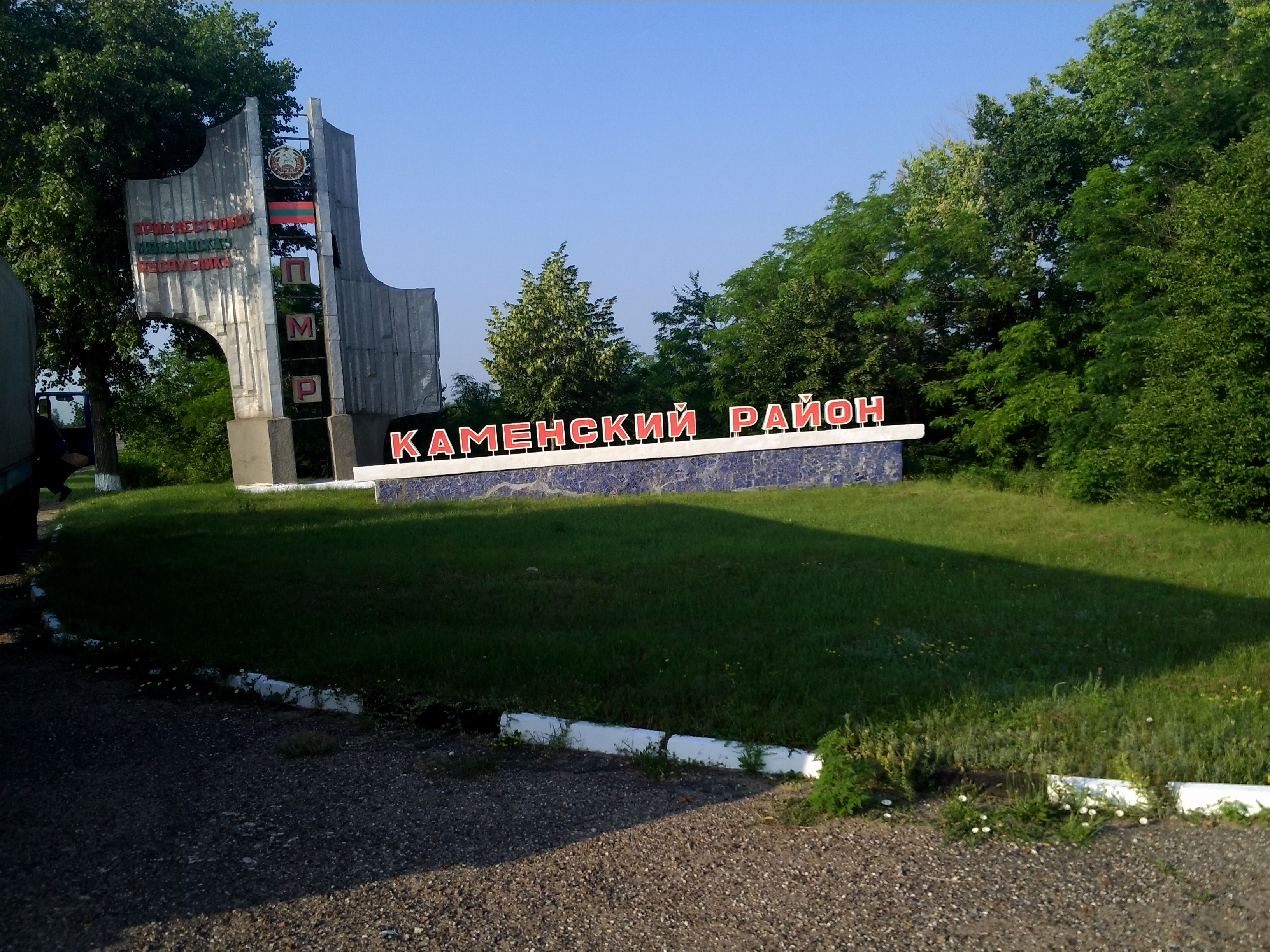
Кордон Придністров'я поблизу села
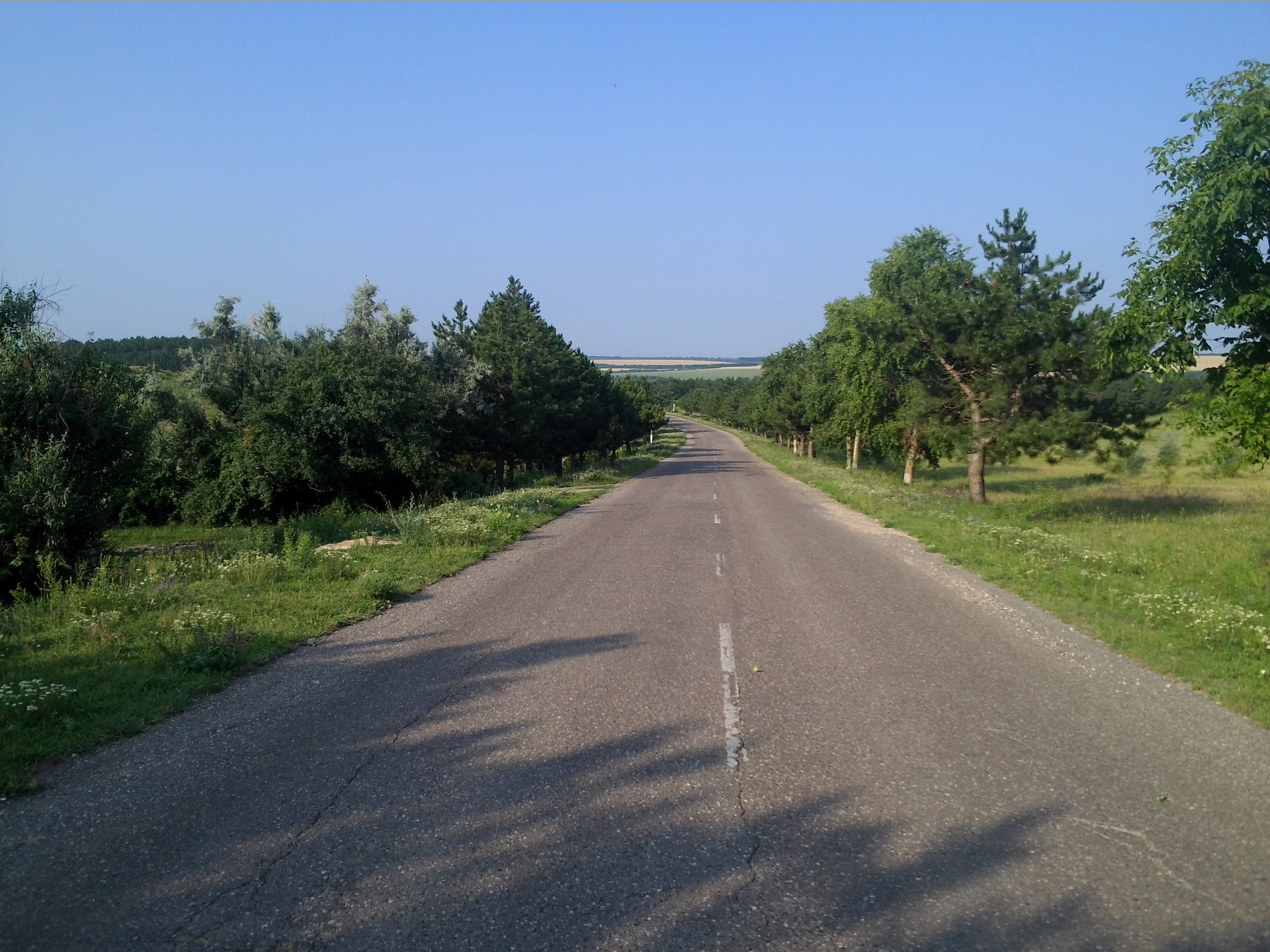
Автомобільна дорога від кордону до села
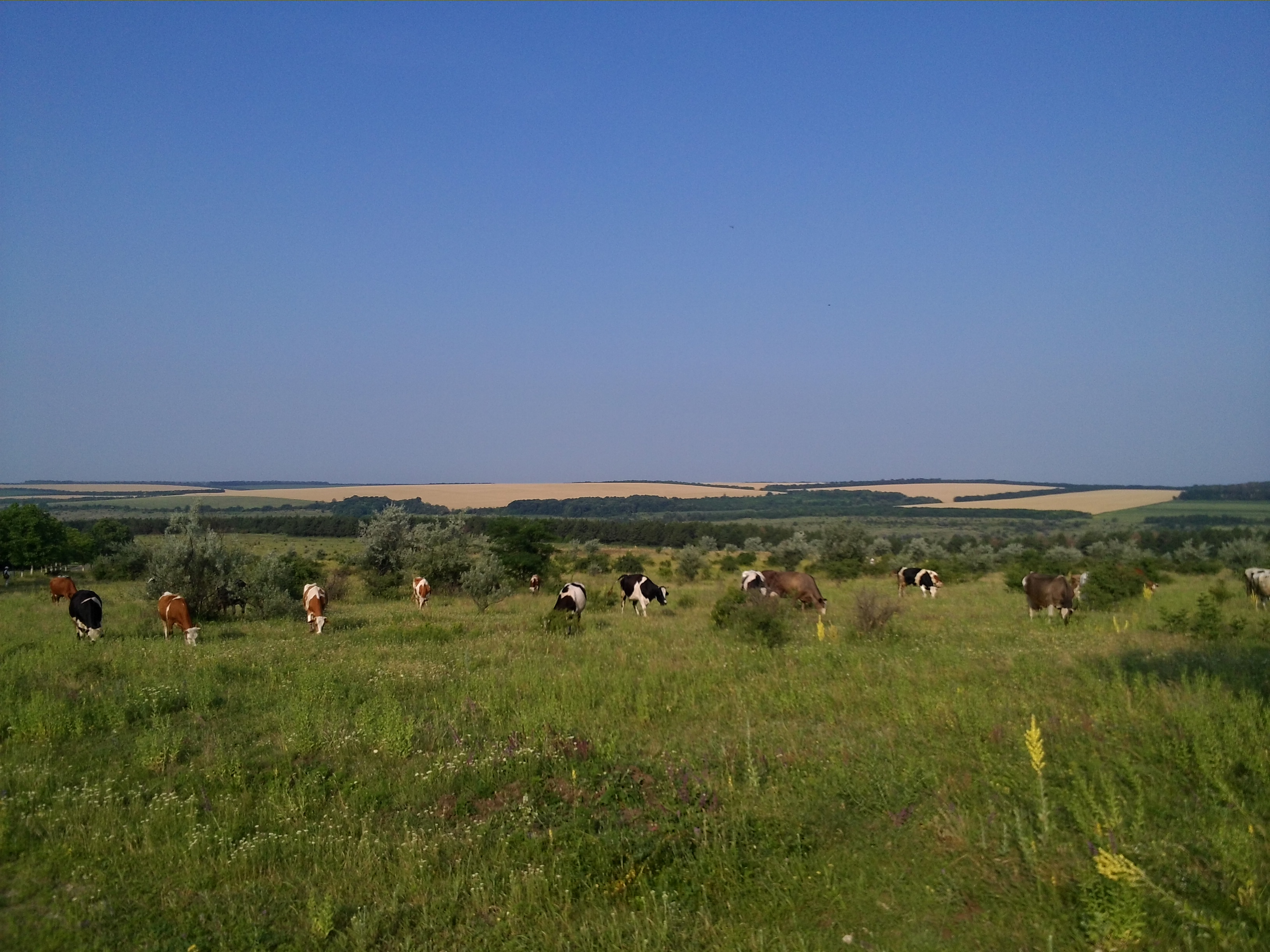
Випас худоби поблизу села
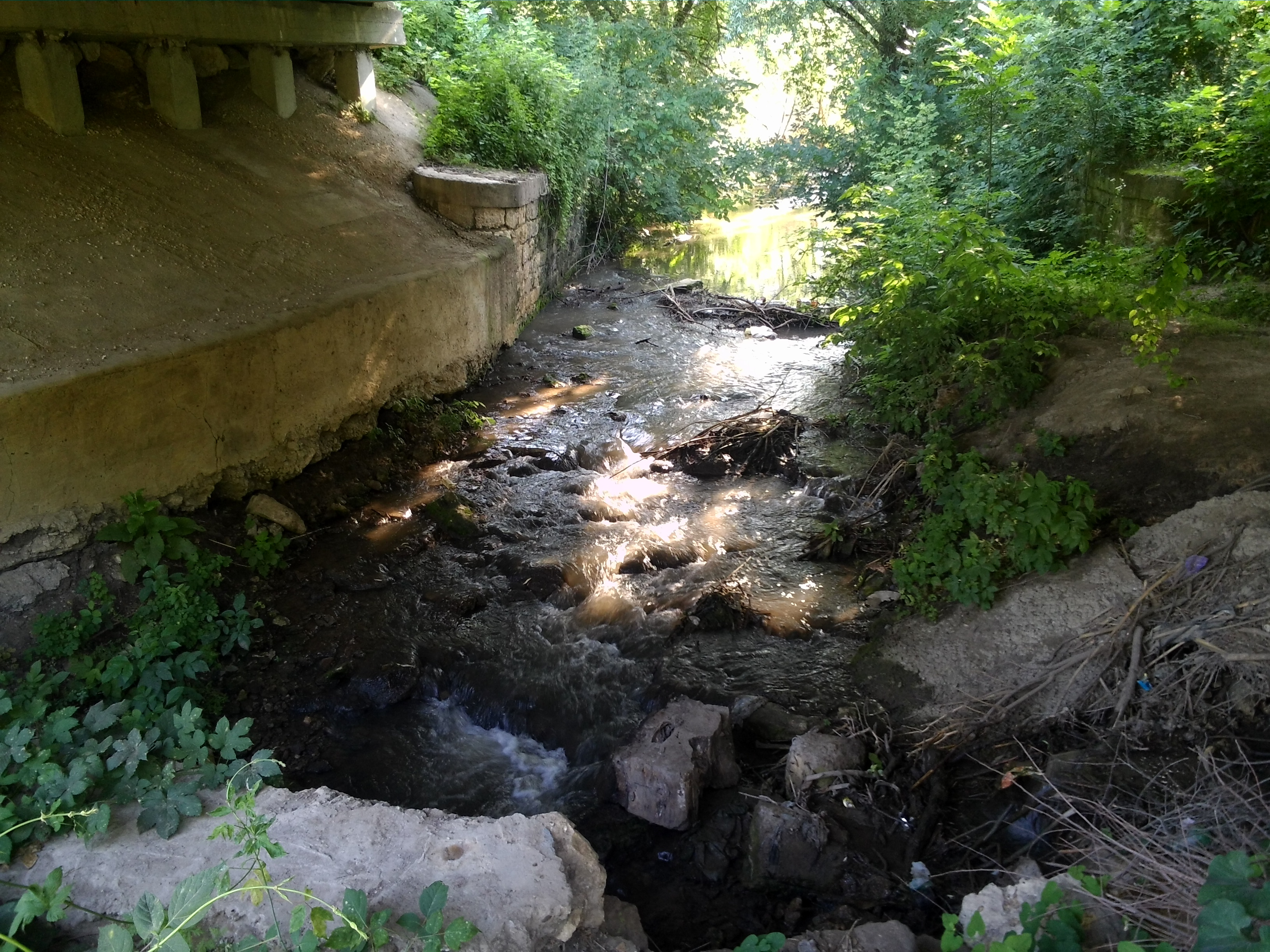
Річка Кам'янка у селі
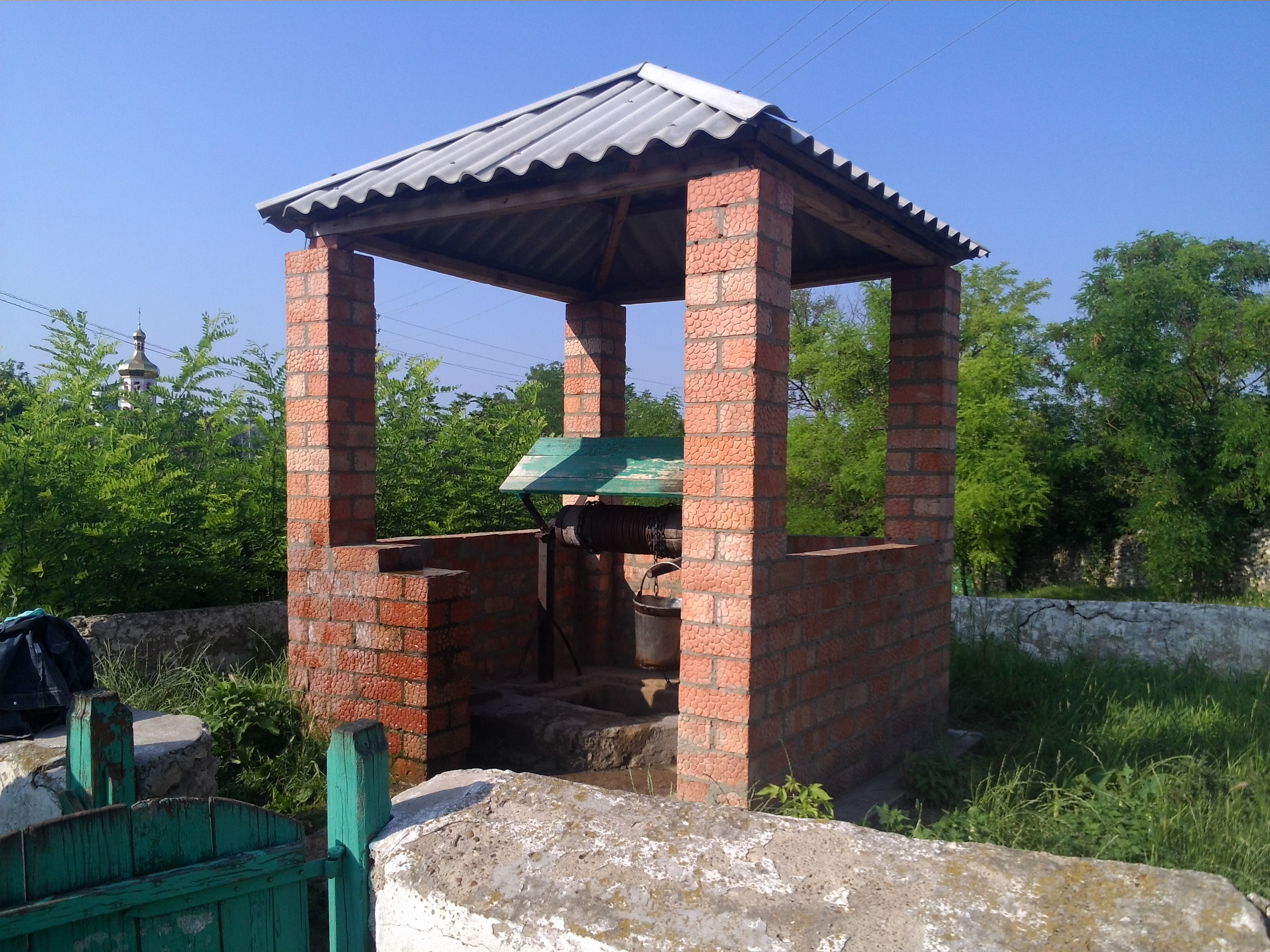
Криниця
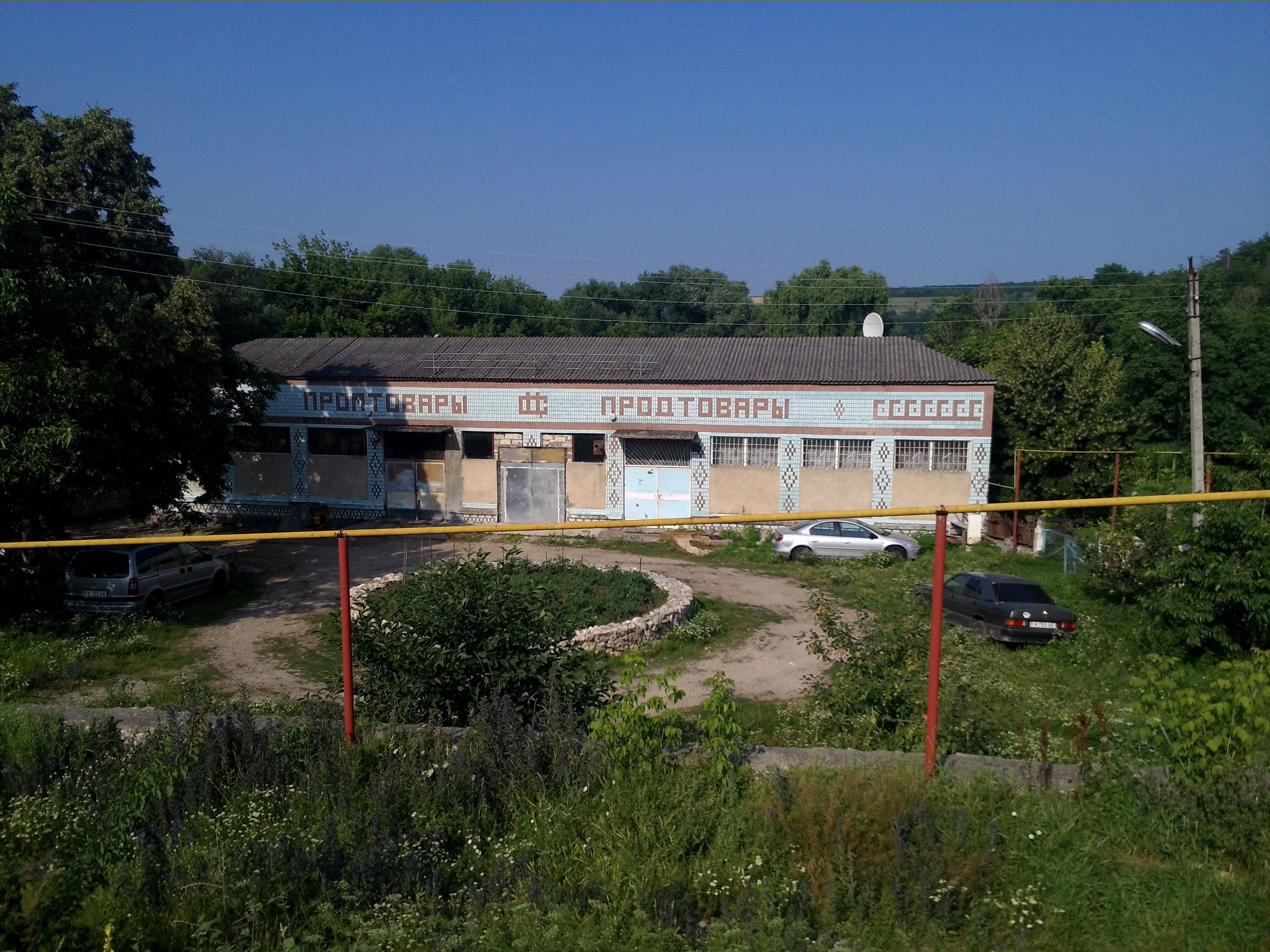
Магазин
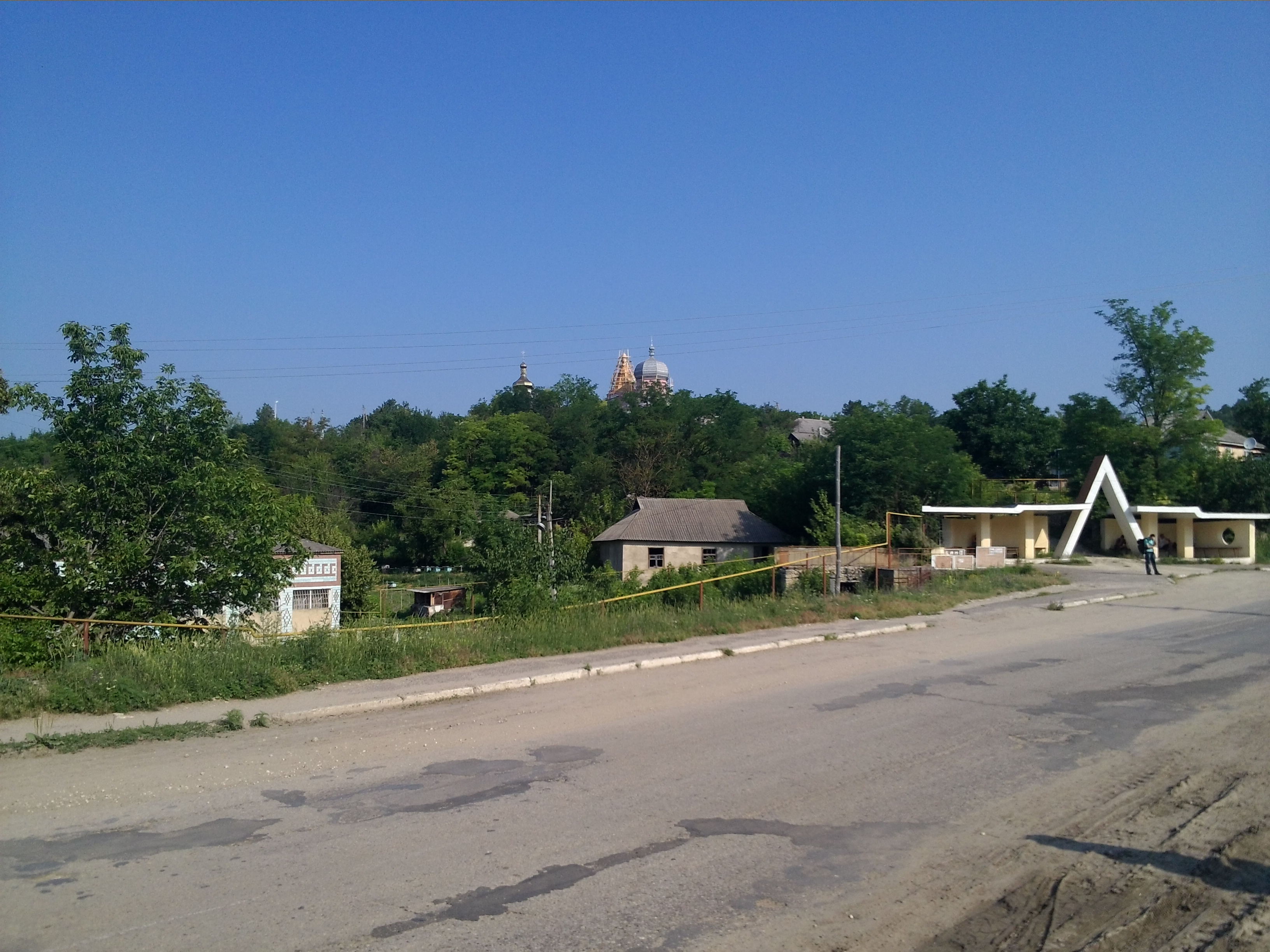
Автобусна зупинка
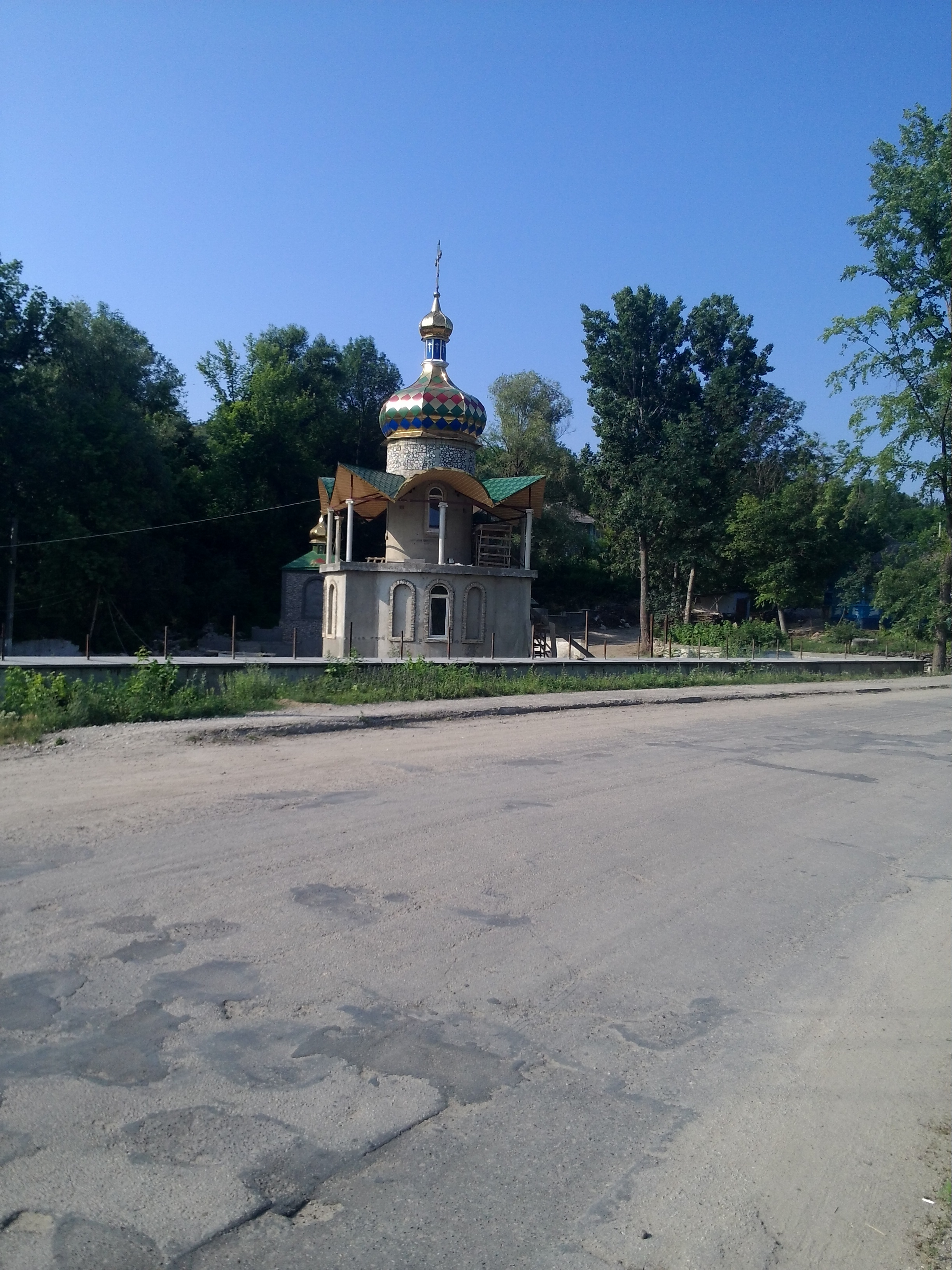
Каплиця в центрі села
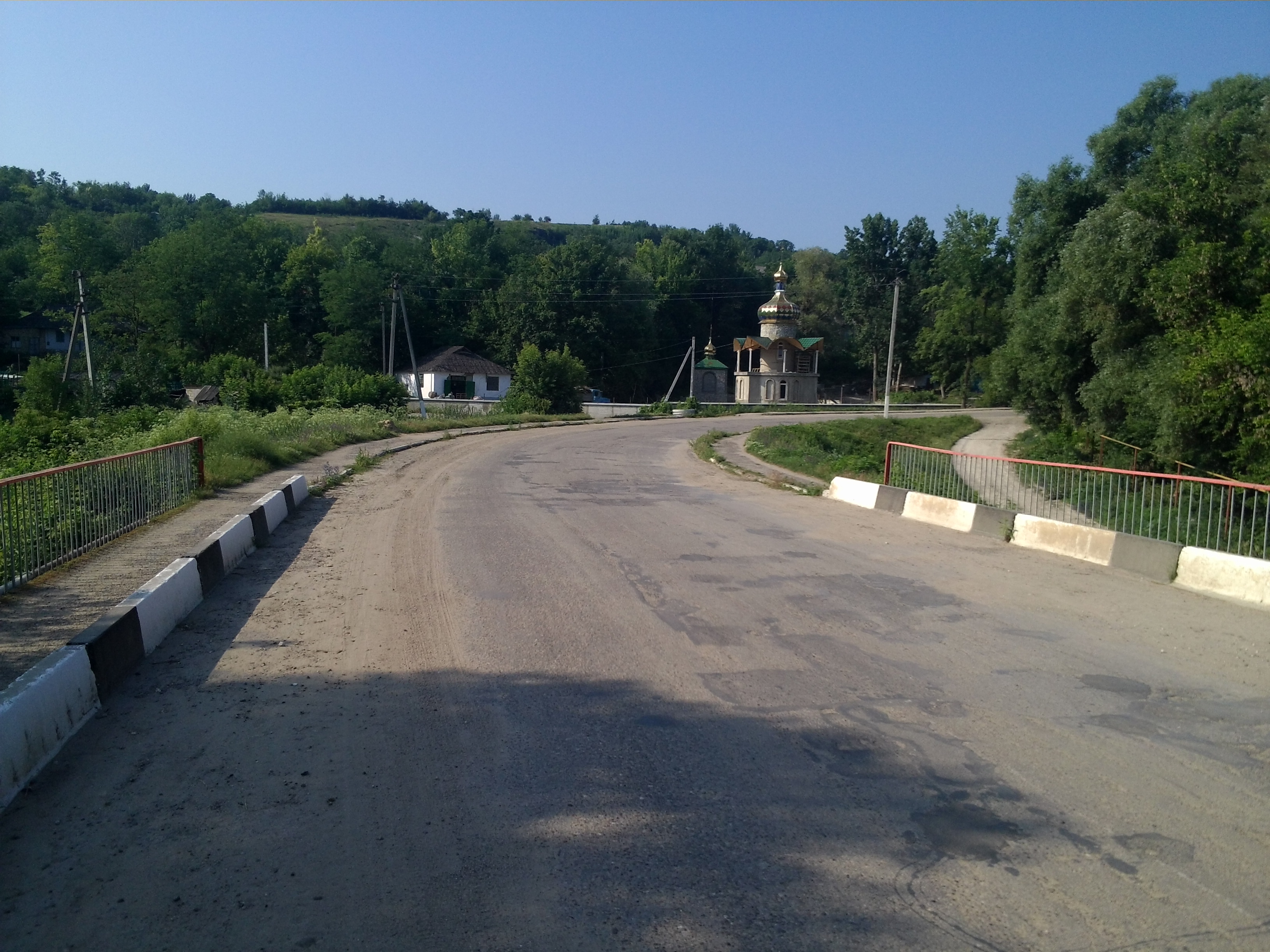
На мосту
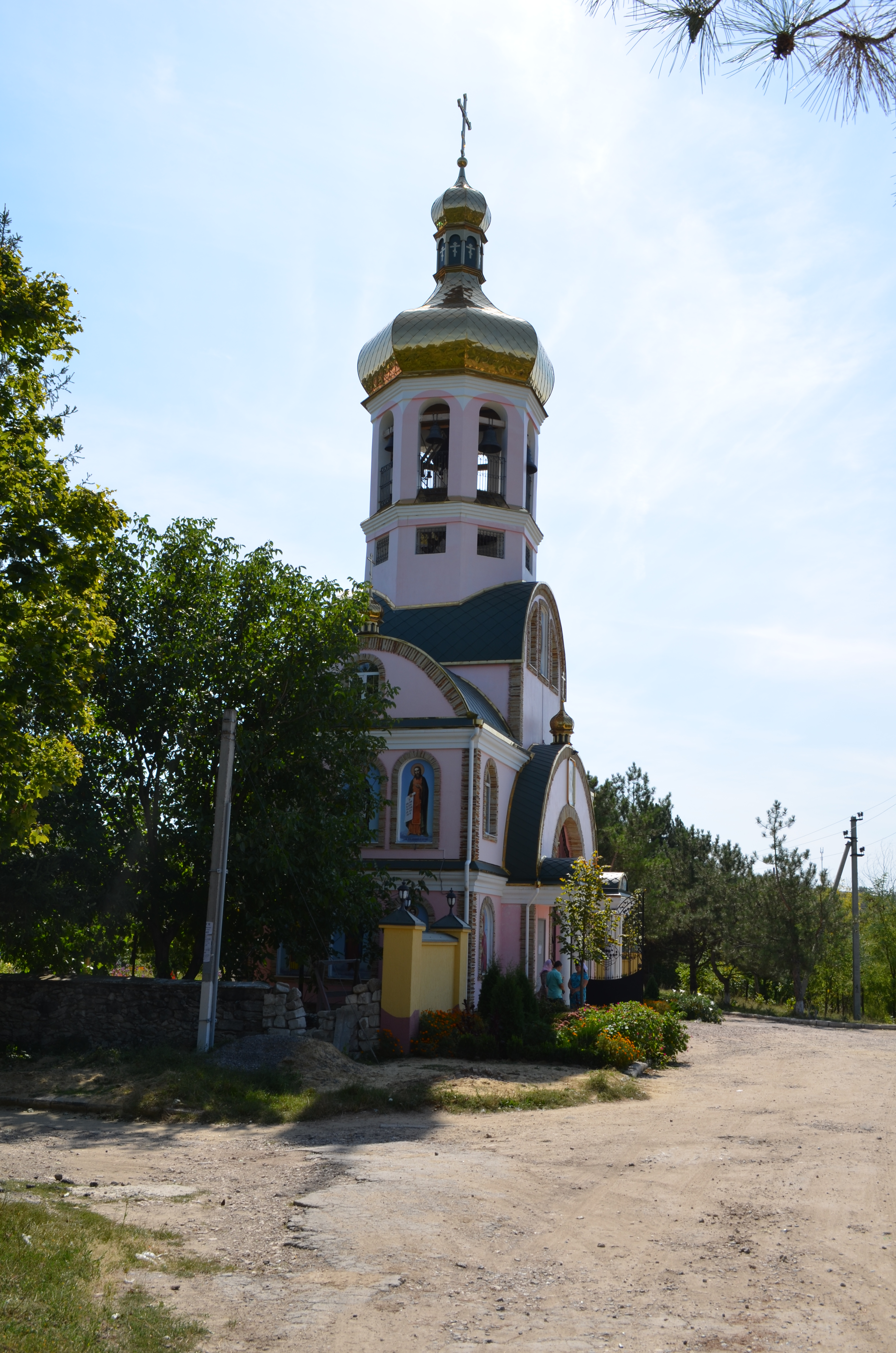
Церква
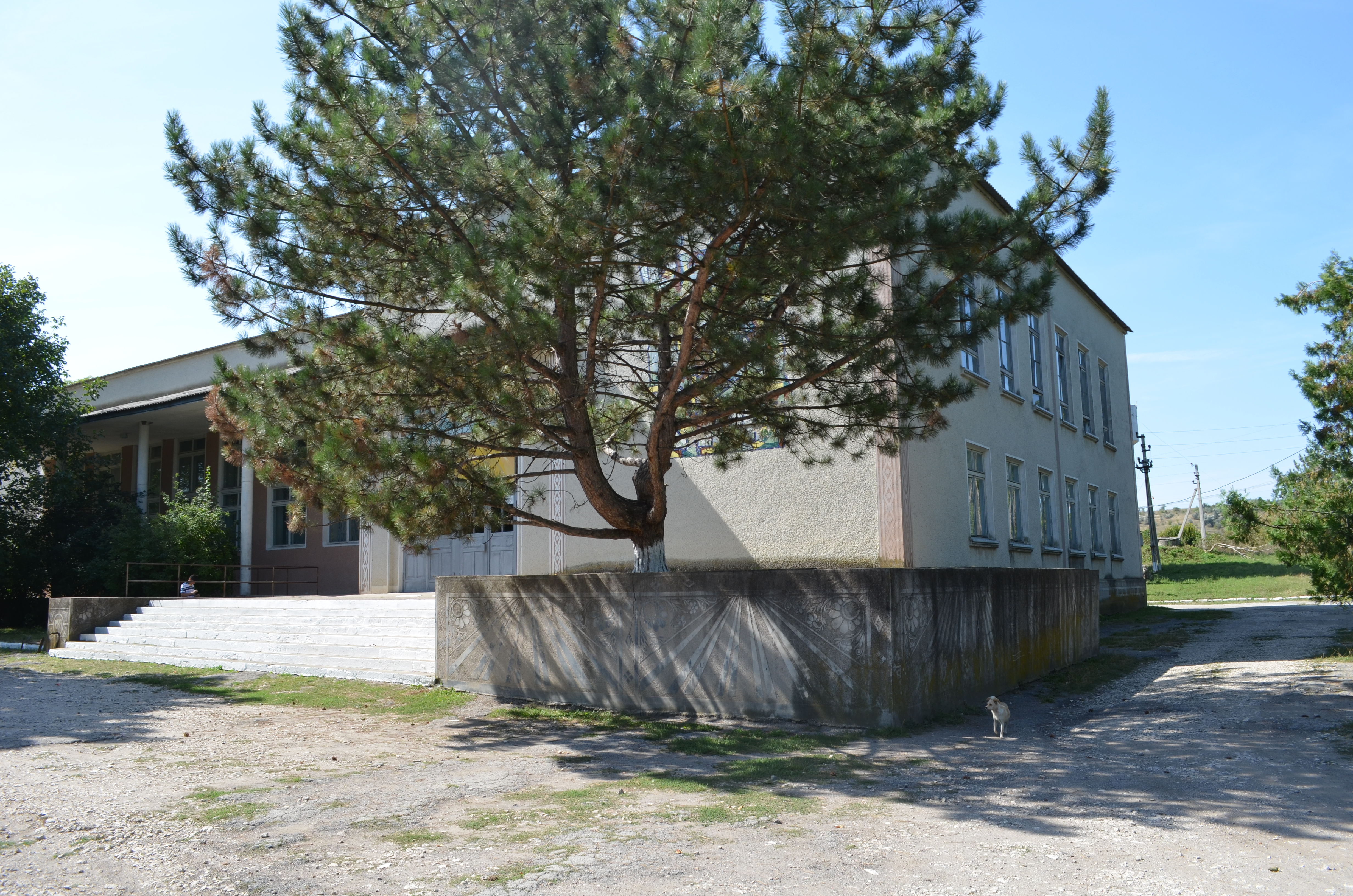
Будинок культури
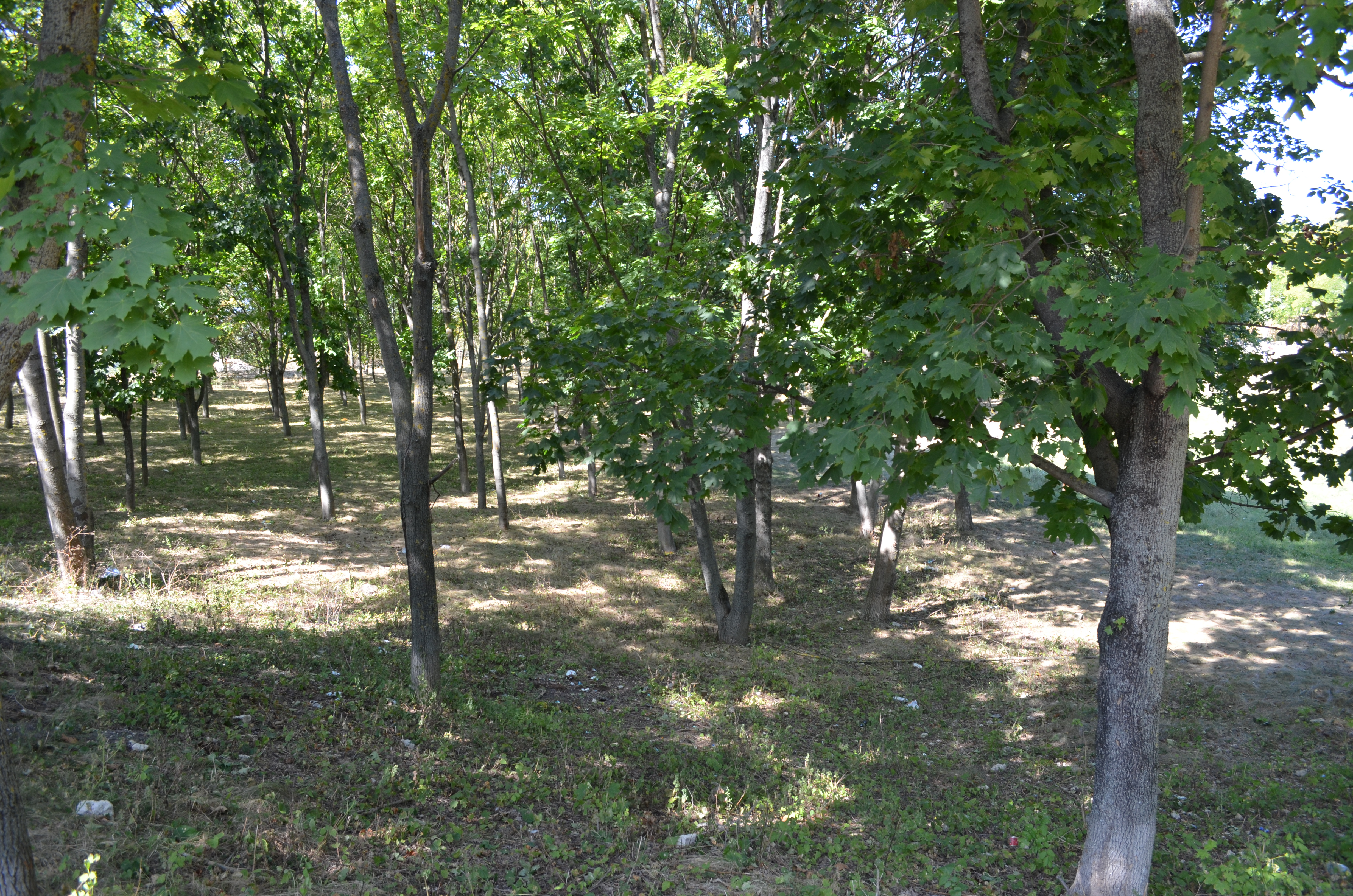
Парк